# エラ・バット
エラ・ラメシュ・バット（Ela Ramesh Bhatt; 1933年9月7日 - 2022年11月2日）は、インドの弁護士、労働組合運動家、人権擁護活動家、女性運動家であり、1972年にガンディー主義に基づく自営女性労働者協会 (SEWA) を創設した。女性のための世界銀行 (WWB)、女性小規模起業家を支援するマイクロファイナンス金融機関のネットワーク「サ・ダーン」、WIEGO（非公式雇用における女性 ― グローバル化・組織化）、ネルソン・マンデラを中心に元政治家、平和運動家、人権擁護活動家らによって結成された非政府組織「エルダーズ」などの創設者・代表として活躍し、マグサイサイ賞、ライト・ライブリフッド賞、インディラ・ガンディー賞、立正佼成会の庭野平和賞、4つの自由賞、インドの国家勲章パドマ・シュリー勲章など多くの賞を受けた。

## 背景
エラ・バットは1933年9月7日、インド北西部グジャラート州のアフマダーバードに生まれた。父サマントライ・バットは弁護士、母ヴァナリラ・ヴィアスはソーシャルワーカー・女性運動家で、教育を中心に女性の地位向上を目指す全インド女性会議にも参加していた。バットの母方の祖父母はガンディーのサティヤーグラハ（非暴力抵抗運動）に参加し、祖父はこのために3度逮捕された。

## 教育
1940年から1948年まで州立女子中等教育学校（グジャラート州スーラト）に学び、1952年にM.T.B. 文科大学で文学士を取得した。1954年にL.A. シャー法科大学（アフマダーバード）で法学士を取得し、ヒンドゥー法に関する優れた研究により金賞を受賞した。

## ガンディー主義
1951年にボランティアで国勢調査に参加したことが、貧困の現状を直接知るきっかけとなった。また、レフ・トルストイ、マハトマ・ガンディー、ビノーバ・バーベ、ガンディー主義の経済学者J・C・クマラッパの著書に大きな影響を受けて、貧困撲滅のために生涯を捧げる決意をした。
学位取得後、しばらくSNDT女子大学（ムンバイ）で英語を教えた後、1955年からガンディー主義の労働組合「繊維労働者組合 (TLA)」で法務を担当した。繊維労働者組合は、インドにおける女性労働運動の先駆者アナスヤ・サラバイがガンディーの支援を受けて1920年に結成したグジャラート州最古の繊維労働者の労働組合であり、ガンディーが1917年に繊維労働者のストライキを主導したことに端を発する。バットが繊維労働者組合に参加した当時は、60の繊維工場の労働者12万人が加入していたが、その多くがハリジャン（不可触民）であった。
1956年、ガンディー主義の学生リーダーであったラメシュ・バットと結婚した。ラメシュは後にガンディーの教育思想に沿って設立されたグジャラート・ヴィドヤーピート国立大学（アフマダーバード）の経済学部で教鞭を執ることになる。また、グジャラート大学地域教員協会の会長に就任し、グジャラート経済協会を設立した。
1961年、グジャラート州労働省の雇用担当職員として採用され、グジャラート大学雇用情報課で職業指導・訓練、就職斡旋を担当した。次にニューデリーのプサ就労・職業訓練所に派遣され、1966年にグジャラート州労働省に戻ると、職業情報局の代表として新たな就労機会の創出、国家職業法における職業の定義の見直し、新しい職業の定義・分類などに取り組んだ。1968年、繊維労働者組合の女性部（1954年結成）の代表に選出された。当時はまだ女性組合員の数が少なかったため、男性組合員の妻や娘に職業訓練を提供することで女性の就労を促進することが主な活動であった。バットは女性部内に職業訓練部門、製造部門、労働組合組織化部門、研究部門の4つの部門を設置した。職業訓練部門では、女性に裁縫、刺繍、編物、人形作り、印刷、家政などの訓練を提供した。参加者はすべて正規教育を修了していない25歳未満の女性であった。製造部門は女性の教育・医療・福祉プログラムを提供し、女性たちが作った手織物は組合内店舗で販売された。
1970年、イスラエル労働総同盟が1960年に創設したアフリカ・アジア労働・協同組合研究所の研究奨励金を受けて、テルアビブで3か月間、主に深夜労働拡大の可能性について研究し、「国際労働・協同組合」の学位を取得した。バットは、イスラエルではすべての労働が組織化されていること、労働者の妻もまた労働組合に加入していることを知り、労働組合や協同組合を組織・運営することの重要性を痛感した。

## 自営女性労働者協会 (SEWA)

### 自営女性労働者の実情
インドでは多くの女性が家計を助けるために繊維産業に携わっていたが、ほとんどが自営（在宅）労働者で、道具類を借りるのに高い賃貸料を払い、金貸し、委託元、役人などから日常的に搾取や嫌がらせを受けていた。古着・古布の回収、青果売り、魚売り、タバコ巻き、水汲み・水運び、雑役婦、（石炭、木材、穀物、機械類など重い荷物の）荷車引きなどの職業においても同様で、労働者としての権利があり、州法によって保護されるのは企業の被雇用者のみであり、バットが引き続き参加した1971年の国勢調査でも自営女性労働者は「労働者」扱いされていなかった。彼女は同僚とともに調査を行い、自営女性労働者の97%がスラム街に住んでいること、93%が非識字者であること、平均4人の子どもがあること、低賃金労働者であること（月収は繊維労働者の50ルピーから青果売りの355ルピーまで）、多くが金貸し（特に高利貸し）を利用していること（最高は女性青果売りの79%）などの実情を明らかにした。

### SEWA労働組合
バットはこうした女性の労働条件を改善するためにはまず労働組合を組織しなければならないと考え、1971年12月に繊維労働者組合の会長アルヴィンド・バックの協力を得て、繊維労働者組合の女性部の主導により、労働組合「自営女性労働者協会 (SEWA)」を設立。翌1972年に1926年インド労働組合法に基づく正式な労働組合として登録された。アルヴィンド・バックが初代会長を務め、バットは1996年まで書記長を務めた。SEWAは順調に発展を遂げ、創設3年でアフマダーバードの自営女性労働者5,258人が加入し、4年目には9,000人に達した。さらに、バーヴナガル（グジャラート州）に機織り職人のセンターが開設されると、機織りの女性2,000人が加入し、宗教的・文化的に異なる部族の女性の連帯につながった。1983年には国際食品関連産業労働組合連合会に加盟した。これは、非正規労働者が労働組合運動において初めて労働者として認められたことを意味した。SEWAの最終目標は女性の完全雇用と経済的自立であり、現在、インド14州（2014年2月現在で組合員1,732,728人）と他の南アジア諸国（スリランカ、ブータン、ネパール、バングラデシュ、パキスタン、アフガニスタン）で活動を展開している。

### SEWA協同組合銀行

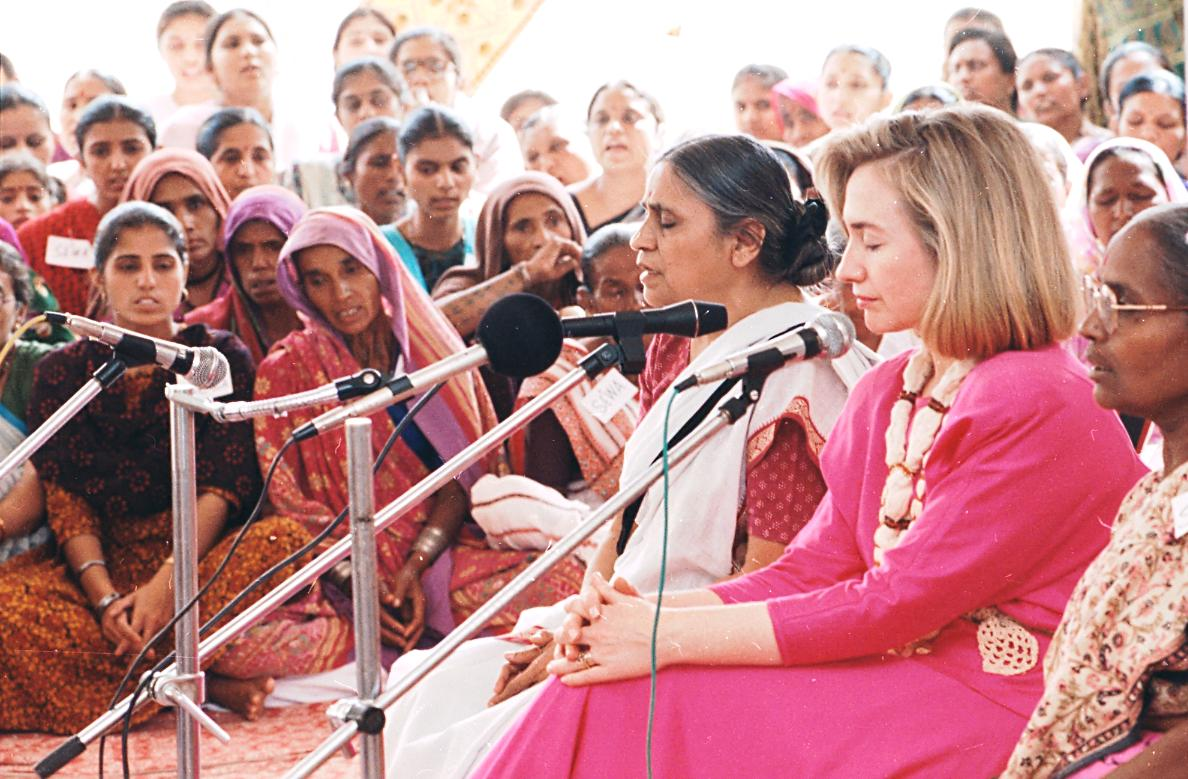
エラ・バットとSEWA会員の女性たち、SEWAを訪れたヒラリー・クリントンとともに (1995年)

SEWAの次の課題は女性の負債軽減であった。バットはこのためにSEWA協同組合銀行した。各組合員が10ルピーずつ出資した。SEWA協同組合銀行の株主は現在4,500人以上、約1万人の女性が預金口座を有している（2014年2月現在）。SEWA協同組合銀行は、低金利融資と併せて、収益拡大の方法を教え、貯蓄を奨励し、自立心を育成するなど女性の経済的自立を支援することを目的とした。この結果、組合員の8割以上が定期的に（もしくは、不定期にではあっても）融資を返済し、徐々に土地や資産、生産手段を手に入れることができるようになった。
SEWAは専門技能・知識の向上のために71の協同組合を設立した。さらに識字教育、託児所の設置、低家賃住宅の確保、医療・育児・寡婦手当の確保、ハラスメント対応などにも取り組んでいる。
このように、SEWA運動は、労働組合運動、協同組合運動、女性運動という3つの運動が合流することにより発展した。バットは、「貧しい人々を貧しいままにしておくことは暴力であり」、SEWAの目標は、「貧困の撲滅を通して平和を築く」ことであると語っている。

## その他の国内外での活動
バットはSEWA労働組合の書記長、SEWA協同組合銀行の社長を務める一方で、グジャラート女性農業労働者組合、自営女性労働者組合および建設労働者組合の副会長、グジャラート州成人教育委員会および（子供の人権を守るために活動する独立系の国際非政府開発組織）「SOS子供の村」の諮問委員会委員などを歴任した。さらに、女性小規模起業家を支援するマイクロファイナンス金融機関の全国規模ネットワーク「サ・ダーン (Sa-Dhan)」、女性を対象としたマイクロファイナンス学校、在宅労働者の国際ネットワークホームネット (HomeNet)、露天商国際同盟を創設した。
1976年には、ガーナの起業家でマイクロクレジットの先駆者エスター・アフア・オクルー、1950年代に当時まだ男性社会であったウォール街の金融業界で活躍したミカエラ・ウォルシュとともに女性のための世界銀行 (WWB) を設立し、1984年から88年まで会長を務めた。これは世界40のマイクロファイナンスその他の金融機関のネットワークで、WWBジャパンも1990年に設立された。
また、1997年に設立されたWIEGO（非公式雇用における女性 ― グローバル化・組織化）運営委員会の委員長を創設時から2005年まで務めるほか、ロックフェラー財団管理委員会委員など、世界規模の慈善事業団体で委員を務め、2007年には、ネルソン・マンデラ、ジミー・カーター、フェルナンド・エンリケ・カルドーゾ、グロ・ハーレム・ブルントラント、マルッティ・アハティサーリ、メアリー・ロビンソン、グラサ・マシェル、デズモンド・ムピロ・ツツ、ムハマド・ユヌス、李肇星、ラクダール・ブラヒミ、アウンサンスーチー（自宅軟禁中のため欠席）とともに、マンデラを中心とする元政治家、平和運動家、人権擁護活動家らの非政府組織「エルダーズ」を立ち上げた。バットは2016年以降、名誉会員である。
1986年、ギャーニー・ジャイル・シン大統領にラージヤ・サバー（連邦議会）議員に任命され（任期3年）、議会内の「自営女性労働者に関する国家委員会」委員長を務めた。
2006年、オックスフォード大学出版局からバットの著書『私たちは貧しい、しかし、多数だ ― インドの自営女性労働者の物語』が出版された。

## 受賞・栄誉
- パドマ・シュリー勲章（1985年）
- パドマ・ブーシャン勲章（1986年）
- マグサイサイ賞（社会指導）（1977年）
- ライト・ライブリフッド賞（1984年）
- 庭野平和賞（2010年）
- インディラ・ガンディー賞（インディラ・ガンディー平和・軍縮・開発賞）（2011年）
- 4つの自由賞（欠乏からの自由）（2012年）
- レジオンドヌール勲章オフィシエ
- ハーバード大学名誉博士号（2001年）
- ブリュッセル自由大学名誉博士号（2012年）
- イェール大学名誉博士号

## 著書
- Bhatt, E. R. (2006). We are poor but so many: the story of self-employed women in India (私たちは貧しい、しかし、多数だ ― インドの自営女性労働者の物語). Oxford University Press.

## 参考資料
- Self Employed Women’s Association - About Us - History
- Ela Ramesh Bhatt - Akshara Network - livelihoods
- Organizing The Unorganized - Ela Bhatt - Akshara Network - livelihoods
- Ela Bhatt - Biography & Facts - Encyclopedia Britannica
- Jisha Francis, A Gandhian revolutionary: The humble beginnings of Ela Bhatt - Women's World Banking
- 第27回庭野平和賞受賞記念講演 エラ・ラメシュ・バット - 女性・仕事・平和 - 庭野平和財団
- 底辺層の女性労働者を支えるNGO - JCA-NET